# João da Silva (Marineoffizier)

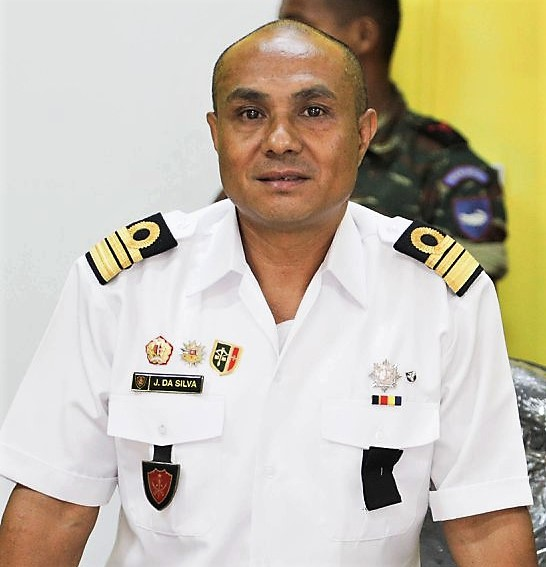
João da Silva (2020)

Fregattenkapitän João da Silva (* 13. Mai 1977 in Uaibobo, Viqueque, Osttimor), Kampfname Z Lima oder Ulun Kiak, ist ein osttimoresischer Offizier der Marine.

## Werdegang
Silva ist der Sohn von Lino Afonso da Silva und Teodora Parada. Das Paar hatte insgesamt zwei Töchter und drei Söhne. João war das jüngste der Kinder. Er besuchte von 1987 bis 1992 die katholische Grundschule Nr. 04 Santa Teresinha Ossu. Dann die präsekundare Schule der Eskola Katoliku Santa Teresinha von 1993 bis 1995 und schließlich die Sekundarstufe der Eskola Cristal Dili von 1995 bis 1998. 2013 erhielt Silva von der Universidade de Díli (UNDIL) sein Diplom von der Fakultät für Internationale Beziehungen.
Am 2. Februar 2001 war Silva den Verteidigungskräften Osttimors (F-FDTL) in Aileu beigetreten. Am 21. Juni 2001 wurde er zum Leutnant der Infanterie ernannt. Am 16. Dezember 2005 folgte die Beförderung zum Hauptmann der Infanterie (Capitão), am 2. Februar 2011 zum Kapitänleutnant der Marine und schließlich am 20. August 2017 zum Fregattenkapitän. Seine militärische Ausbildung erhielt er unter anderem in der Infanterieschule im portugiesischen Mafra, bei der portugiesischen Marine im Instituto Estudu Superiores, in der Volksrepublik China, in Australien, im indonesischen Lembaga Pertahanan Nasional (Lemhanas) und in Malaysia. 2011 wurde Silva zum UN-Beobachter ausgebildet.
Von 2002 bis 2003 war Silva Ausbilder im Ausbildungszentrum Nicolau Lobato in Metinaro. Bis 2004 diente er als Adjutant in der Division J2 im Hauptquartier der F-FDTL. 2005 wurde Silva zur Marine im Ausbildungszentrum Nicolau Lobato abkommandiert. Vom 24. Oktober 2012 bis 2013 war er der stellvertretende Befehlshaber der Marine. Dann war Silva bis 2016 Befehlshaber der Unterstützungseinheit (Componente Apoio Serviço CAS) und bis 2017 im Hauptquartier Organisationschef des Stabes des Vize-Generalstabschef (Chefe do Estado-Maior General das Forças Armadas, CEMGFA).
Am 15. Juli 2019 wurde Silva zum neuen Befehlshaber der Marine Osttimors (Kommandante Komponente Naval) ernannt. Der Amtsantritt fand am 11. September 2019 statt. Das Amt hatte Silva bis 2022 inne.

## Sonstiges
Silva ist verheiratet mit Juliana Mascarenhas da Silva. Das Paar hat zwei Söhne und zwei Töchter.
Silva ist Träger der Medalha Halibur.